# アンリ・カミーユ・ダンジェ
アンリ・カミーユ・ダンジェ（Henri-Camille Danger、1857年1月30日 - 1939年9月25日）はフランスの画家である。風俗画や歴史画を描き、「象徴主義」のスタイルの画家の一人とされる。

## 略歴

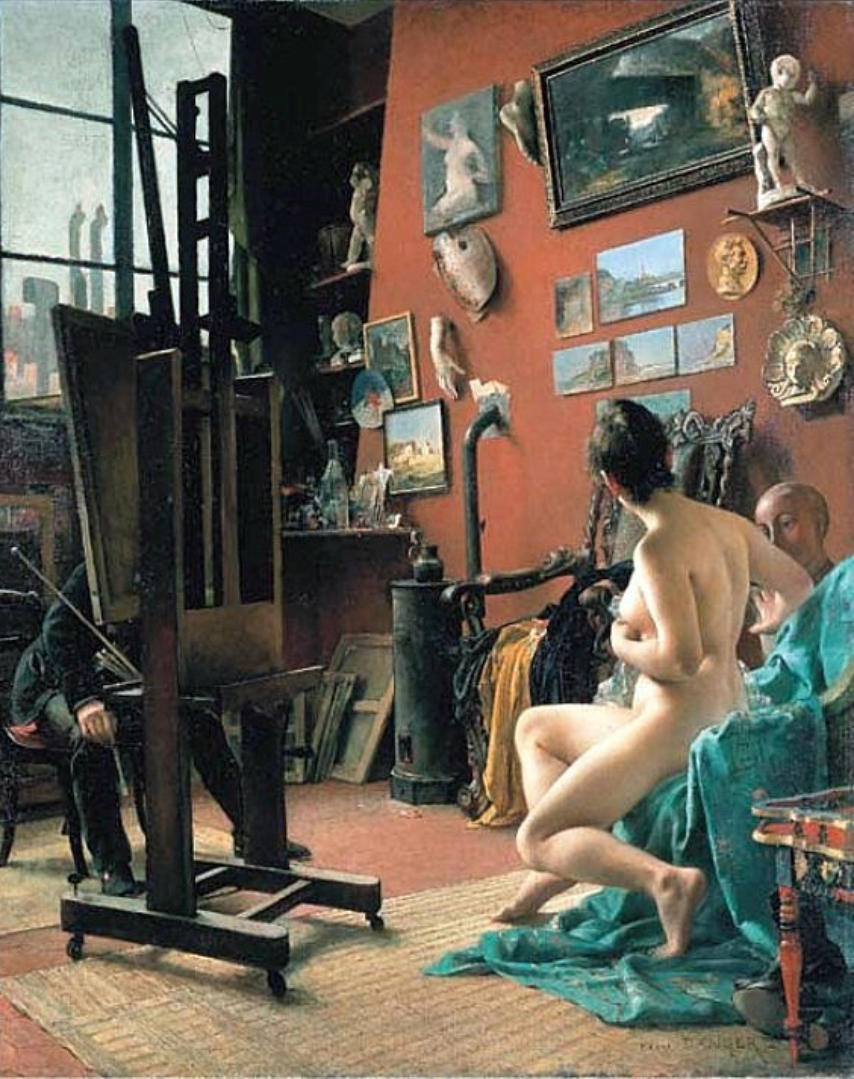
ダンジェ作「ある友人の家」

パリで生まれた。パリのエコール・デ・ボザールで、歴史画家のジャン＝レオン・ジェロームや画家、彫刻家のエメ・ミレー（Aimé Millet）に学んだ。フランス芸術家協会が開催するようになったサロン・ド・パリに1886年からの出展を始め、1899年に芸術家協会の会員になった。
1887年にローマ賞を受賞し、ローマへの留学奨学金を得て、1891年まで、在ローマ・フランス・アカデミーで学んだ。1893年のサロンで2等のメダルを受賞し、1900年のパリ万国博覧会で銀メダルを受賞した。
1903年にレジオンドヌール勲章（シュヴァリエ）を受勲した。
弟子にピエール＝ローラン・ベシュラン(Pierre-Laurent Baeschlin)がいる。

## 作品

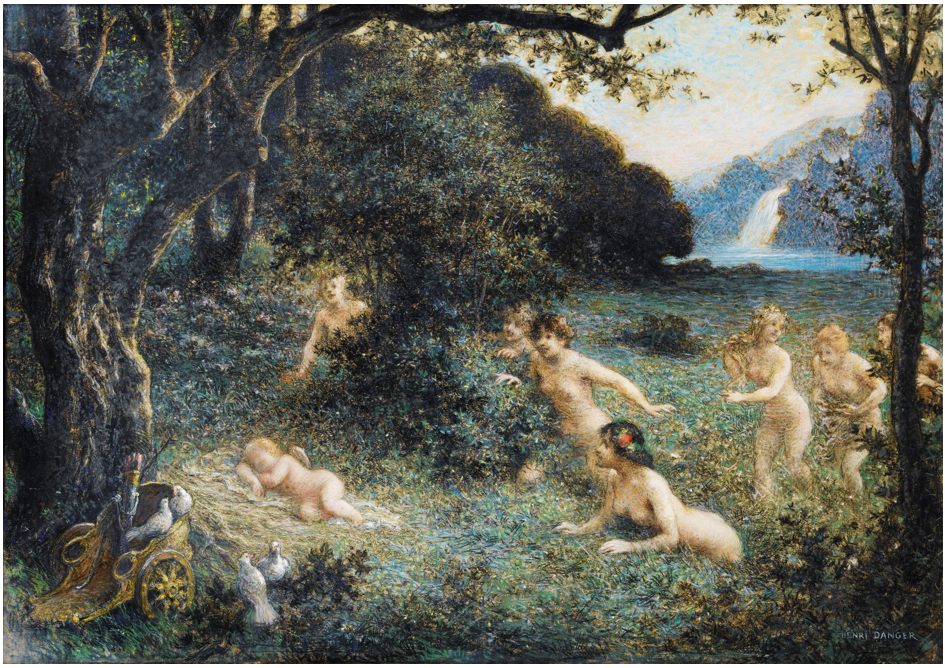
眠るクピードー
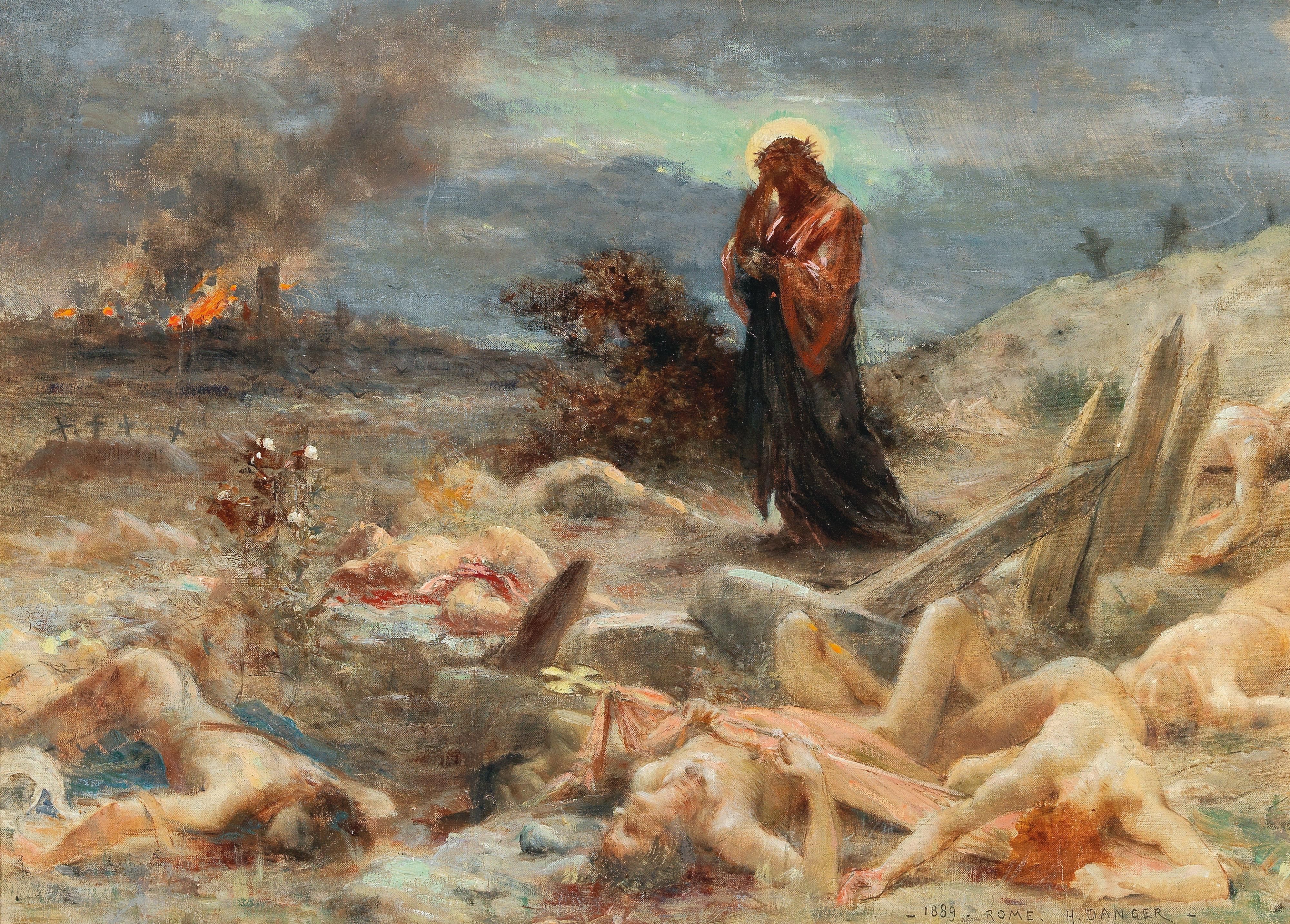
互いを愛せよ
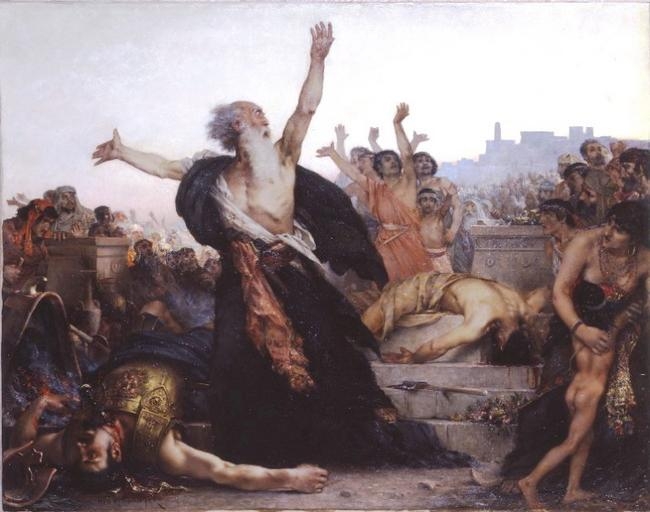
いけにえを拒むマタティア